# Marathon van Frankfurt 1997
De marathon van Frankfurt 1997 werd gelopen op zondag 26 oktober 1997. Het was de zestiende editie van deze marathon.
De Duitser Michael Fietz ging bij de mannen zegevierend over de streep in 2:10.59. Hij verbeterde hiermee het parcoursrecord, dat sinds 1984 op 2:11.18 stond. Bij de vrouwen won zijn landgenote Katrin Dörre-Heinig voor de derde maal op rij. Ditmaal had zij 2:26.48 nodig om het parcours af te leggen.
In totaal schreven 7039 lopers zich in voor de wedstrijd, waarvan er 5553 finishten.

## Uitslagen

### Mannen
| rang   | naam                 | land | tijd    |
| ------ | -------------------- | ---- | ------- |
| Goud   | Michael Fietz        | GER  | 2:10.59 |
| Zilver | William Musyoki      | KEN  | 2:12.21 |
| Brons  | Haile Koricho        | ETH  | 2:12.24 |
| 4      | Ceslovas Kundrotas   | LTU  | 2:12.35 |
| 5      | Juan Carlos Montero  | ESP  | 2:13.20 |
| 6      | David William Taylor | ENG  | 2:13.27 |
| 7      | Andrzej Krzyscin     | POL  | 2:14.47 |
| 8      | William Mutwol       | KEN  | 2:15.20 |
| 9      | Tesfaye Tafa         | ETH  | 2:15.36 |
| 10     | Michael Mukoma       | KEN  | 2:16.00 |

### Vrouwen
| rang   | naam                | land | tijd    |
| ------ | ------------------- | ---- | ------- |
| Goud   | Katrin Dörre-Heinig | GER  | 2:26.48 |
| Zilver | Lucia Subano        | KEN  | 2:30.01 |
| Brons  | Eiko Yamazaki       | JPN  | 2:34.29 |
| 4      | Marlene Flores      | CHI  | 2:35.08 |
| 5      | Manuela Zipse       | GER  | 2:35.27 |
| 6      | Christina Mai       | GER  | 2:36.20 |
| 7      | Halina Karnatevicz  | BLR  | 2:36.30 |
| 8      | Maren Ostringer     | GER  | 2:38.00 |
| 9      | Alemitu Bekele      | ETH  | 2:43.24 |
| 10     | Clare Pauzers       | ENG  | 2:43.27 |

1981 ·
1982 ·
1983 ·
1984 ·
1985 ·
1986 ·
1987 ·
1988 ·
1989 ·
1990 ·
1991 ·
1992 ·
1993 ·
1994 ·
1995 ·
1996 ·
1997 ·
1998 ·
1999 ·
2000 ·
2001 ·
2002 ·
2003 ·
2004 ·
2005 ·
2006 ·
2007 ·
2008 ·
2009 ·
2010 ·
2011 · 
2012 · 
2013 · 
2014 · 
2015 · 
2016 · 
2017